# Брэдли, Карен
Карен Энн Брэдли (англ. Karen Anne Bradley), урождённая Ховарт (англ. Howarth; 12 марта 1970, Ньюкасл-андер-Лайм, Стаффордшир, Англия) — британский политик-консерватор, член парламента с 2010 года, министр по делам Северной Ирландии (2018—2019 годы).
Министр культуры, СМИ и спорта в первом и втором кабинетах Терезы Мэй (2016—2018).

## Биография
Брэдли получила степень бакалавра по математике в Имперском колледже Лондона.
С 1991 года работала в сети корпораций Deloitte в качестве налогового менеджера, через семь лет стала старшим налоговым менеджером в KPMG. В 2004 году стала самозанятым консультантом по фискальным и экономическим вопросам. В 2007 году вернулась в KPMG.
В 2005 году при поддержке Консервативной партии выставила свою кандидатуру на парламентских выборах в избирательном округе Манчестер Уиттингтон, но потерпела поражение. Избрана в Палату общин на выборах 6 мая 2010 года от избирательного округа Стаффордшир Мурлэндс. В 2012 году назначена помощником парламентского организатора, в 2013 году повышена до парламентского организатора (лорда-комиссара Казначейства). В 2014 году стала младшим министром по борьбе с современным рабством и организованной преступностью в Министерстве внутренних дел.
14 июля 2016 года назначена министром культуры, СМИ и спорта в кабинете бывшего министра внутренних дел Терезы Мэй.
8 января 2018 года в ходе массовых перестановок во втором кабинете Мэй перемещена на должность министра по делам Северной Ирландии. Карен Брэдли была переизбрана в парламент на выборах 2019 года.

## Личная жизнь
Замужем за Нилом Брэдли, у супругов есть двое сыновей — Мэттью и Томас.